# واروژان مانوکیان
واروژان آرتسرونی مانوکیان (ارمنی: Վարուժան Արծրունի Մանուկյան زاده ۲۸ نوامبر ۱۹۶۸) یک بازیگر اهل ارمنستان است. وی از سال میلادی تاکنون مشغول فعالیت بوده است.

## زندگی‌نامه
وی در ۲۸ نوامبر ۱۹۶۸ در ایروان به دنیا آمد و از مدرسه شماره ۱۲۹ گای ایروان و انستیتو دولتی هنری و نمایشی ایروان فارغ‌التحصیل شد. نارینه آلکسانیان همسر وی می‌باشد. وی همچنین برندهٔ جوایزی همچون هنرمند افتخاری جمهوری ارمنستان (۲۰۱۶) و «بهترین بازیگر مرد جوایز آرتاوازد» (۲۰۰۸) شده است.

## بخشی از فیلمشناسی
از فیلم‌ها یا برنامه‌های تلویزیونی که وی در آن نقش داشته است می‌توان به آثار زیر اشاره کرد.
- داستان بزرگ در شهر کوچک (۲۰۰۶)

## نگارخانه

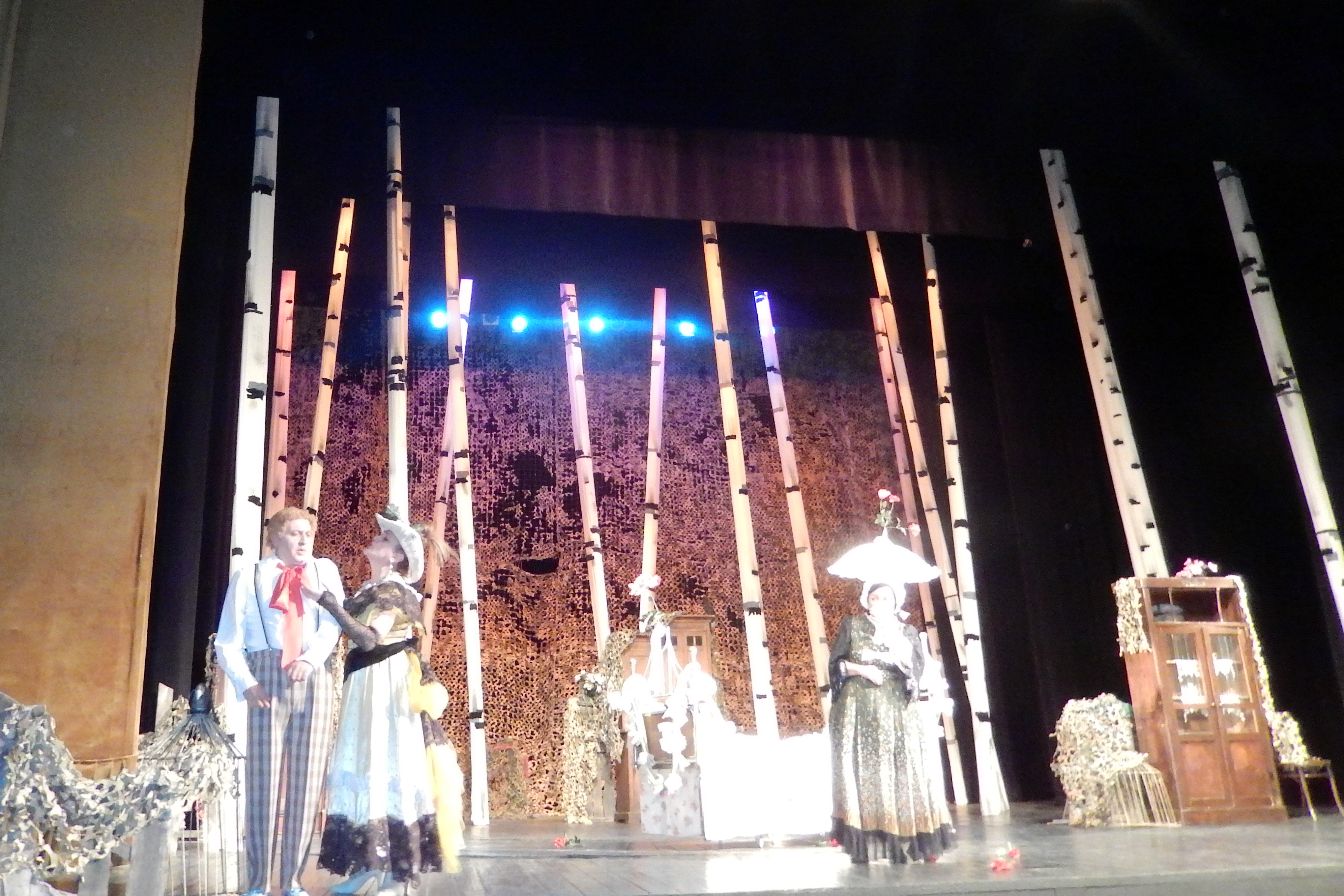
صحنه‌ای از نمایش [پ], در عکس تیگرانوهی تر-مارکوسیان در نقش [ت], واروژان مانوکیان در نقش [ث], نارینه آلکسانیان در نقش [ج]

## یادداشت
1. ↑  Երևանի Գայի անվան թիվ ۱۲۹ դպրոց
2. ↑  ՀԹԳՄ «Արտավազդ» մրցանակ «Տարվա լավագույն դերասան» անվանակարգում
3. ↑  «Հարուստի աղջիկը տգեղ չի լինում»
4. ↑  Պավլա Պետրովնա Բալզամինովա
5. ↑  Միխայլո Բալզամինով
6. ↑  Ակուլինա Գավրիլովնա Կրասավինա